# 混和
混和（こんわ）とは、民法上の添付の一類型で、米や金銭といった固形物が混合すること及び酒や油といった流動物が融和すること。
- 日本の民法は、以下で条数のみ記載する。

## 所有権の帰属
混和によって各別の所有者に属している物が識別ができなくなった場合には動産の付合（附合）の規定が準用される（245条）。
例えば、所有者を異にする液体Aと液体Bが混ざり合って完成した液体Cについて、その所有権は「主たる液体」の所有者に属する。二種類の液体の主従が不明である場合には、混和した時点での価格割合による共有となる。
添付については強行規定である。したがって、添付が生じた場合の旧所有者からの復旧請求は封じられる。しかし、新所有権を前提にその帰属について定める規定は任意規定である。つまり、添付によって生じた加工物の所有権を誰にするかについては任意規定である。

## 第三者の権利
民法245条の規定により物の所有権が消滅したときは、その物について存する他の権利も、消滅する（民法247条1項）。 
物の所有者が混和物の単独所有者となったときは、その物について存する他の権利は以後その混和物について存し、物の所有者が混和物の共有者となったときは、その物について存する他の権利は以後その持分について存する（民法247条2項）。

## 償金請求権
混和によって損失を受けた者は、不当利得の規定（民法703条・民法704条）の規定に従い、その償金を請求することができる（民法248条）。
なお、新所有権を前提にそれによって損失を受ける者の救済に関する規定（償金請求権に関する規定）も任意規定である。